# ماتيو أيكاردي
ماتيو إيكاردي (من مواليد 19 أبريل 1986) هو لاعب كرة ماء إيطالي مهاجم. فاز بلقب العالم في عام 2011 وميداليتين في أولمبياد 2012 و2016. في عام 2012 حصل على القلادة الذهبية للإستحقاق الرياضي من اللجنة الأولمبية الإيطالية.